# Live at the Brixton Academy
A Live at the Brixton Academy a The Brian May Band turnéegyüttes koncertalbuma. Az együttest Brian May, a Queen együttes gitárosa szervezte a szóló koncertjei lebonyolításához. Az anyagot 1993. június 15-én vették fel a londoni Brixton akadémián.

## Az album dalai
Az összes dal szerzője Brian May, kivéve ahol más van jelölve. 
|     | Cím                                                               | Hossz |
| --- | ----------------------------------------------------------------- | ----- |
| 1.  | The Dark / Back to the Light                                      | 5:41  |
| 2.  | Driven by You                                                     | 4:17  |
| 3.  | Tie Your Mother Down                                              | 4:39  |
| 4.  | Love Token                                                        | 4:05  |
| 5.  | Headlong (Queen)                                                  | 6:08  |
| 6.  | Love of My Life (Freddie Mercury)                                 | 4:44  |
| 7.  | ’39 / Let Your Heart Rule Your Head                               | 4:12  |
| 8.  | Too Much Love Will Kill You (May, Frank Musker, Elizabeth Lamers) | 4:33  |
| 9.  | Since You’ve Been Gone (Russ Ballard)                             | 3:41  |
| 10. | Now I’m Here                                                      | 6:58  |
| 11. | Guitar Extravagance                                               | 6:06  |
| 12. | Resurrection (May, Cozy Powel, Jamie Page)                        | 10:08 |
| 13. | Last Horizon                                                      | 3:14  |
| 14. | We Will Rock You                                                  | 3:54  |
| 15. | Hammer to Fall                                                    | 5:31  |

## Közreműködők
- Brian May – ének, vokál, gitár
- Cozy Powell – dob
- Neil Murray – basszusgitár
- Spike Edney – billentyűsök, vokál
- Jamie Moses – gitár, vokál
- Cathy Porter – vokál
- Shelley Preston – vokál